# بورگو پریولو
بورگو پریولو (به ایتالیایی: Borgo Priolo) یک کومونه در ایتالیا است که در استان پاویا واقع شده‌است.

## خصوصیات
بورگو پریولو ۲۹٫۰ کیلومترمربع مساحت و ۱٬۳۹۹ نفر جمعیت دارد.